# Ваља Тејулуј (Мехединци)
Ваља Тејулуј (рум. Valea Teiului) насеље је у Румунији у округу Мехединци у општини Брезница-Мотру. Oпштина се налази на надморској висини од 228 m.

## Становништво
Према подацима из 2002. године у насељу је живело 85 становника, од којих су сви румунске националности.